# Юбилейный (Кривой Рог)
Юбилейный — микрорайон в городе Кривой Рог.

## История
Начало строительства положено в конце 1960-х годов, в 1970—1980-х годах получил наибольшее развитие.
Назван в честь юбилея города — 200-летия Кривого Рога.

## Характеристика
Жилой массив в северной части Саксаганского района Кривого Рога на левом берегу реки Саксагань. Граничит с жилыми массивами Юность на северо-западе, Юбилейной на севере и микрорайоном Солнечный на востоке.
Ограничен проспектом 200-летия Кривого Рога и Спасской улицей. Состоит из 17 многоэтажных домов, в которых проживает 4920 человек. Имеет развитую социально-бытовую инфраструктуру.